# アルキメーデ級潜水艦
| アルキメーデ級潜水艦   | アルキメーデ級潜水艦 |
| ---------------------- | --- |
| アルキメーデ級の艦形図 | |
| 艦級概観               | |
| 艦種                   | 大型潜水艦 |
| 艦名                   | |
| 前級                   | エットーレ・フィエラモスカ |
| 次級                   | グラウコ級 |
| 性能諸元               | |
| 排水量                 | 水上：970トン 水中：1,239トン                                                                                                   |
| 全長                   | 70.5m |
| 全幅                   | 6.87m |
| 吃水                   | 4.12m（水上） |
| 機関                   | 水上：トシ式ディーゼル機関2基 水中：マレリ式電気モーター2基 2軸推進                                                             |
| 最大出力               | 水上：3,000hp 水中：1,100hp |
| 最大速力               | 水上：17.0ノット 水中：7.7ノット                                                                                                |
| 航続距離               | 水上：8ノット/10,500海里 |
| 乗員                   | 55名 |
| 兵装                   | OTO 1927年型 10cm（43口径）単装速射砲2基 1931年型 13.2mm（75.7口径）単装機銃2丁 53.3cm水中魚雷発射管単装8門（前部4門、後部4門） |

アルキメーデ級潜水艦 (Sommergibili Classe Archimede) はイタリア海軍の大型潜水艦で、第二次世界大戦で用いられた。本級は航洋型潜水艦3クラスの一つで中型潜水艦セッテンブリーニ級の大型版として設計し全4隻が建造され、基準排水量千トン足らずの大きさながら成功したクラスと称された。
後にスペイン海軍にネームシップを含む2隻が1937年に売却され、残り2隻もスペイン内戦に参戦している。残りの2隻は第二次世界大戦で紅海で活動し、イタリアが降伏するまでに1隻が戦没、1隻が鹵獲された。

## 同型艦
- アルキメーデ (Archimede) ※　後に西・『ヘネラル・モーラ』　（General Mola)
- エヴァンジェリスタ・トリチェリ (Evangelista Torricelli) ※　後に西・『ヘネラル・サンフルホ』　（General Sanjurjo）
- ガリレオ・ガリレイ (Galileo Galilei)
- ガリレオ・フェラリス (Galileo Ferraris)

## 参考図書
- 「世界の艦船増刊第20集　第２次大戦のイタリア軍艦」（海人社）